# François-Christian Gau
François-Christian Gau (Charles François, Franz Christian) (Colonia, 15 de junio de 179-París, 31 de diciembre de 1853) fue un arquitecto francoalemán recordado por algunos trabajos arqueológicos en Nubia y Pompeya y como diseñador de la basílica de Santa Clotilde de París.

## Biografía

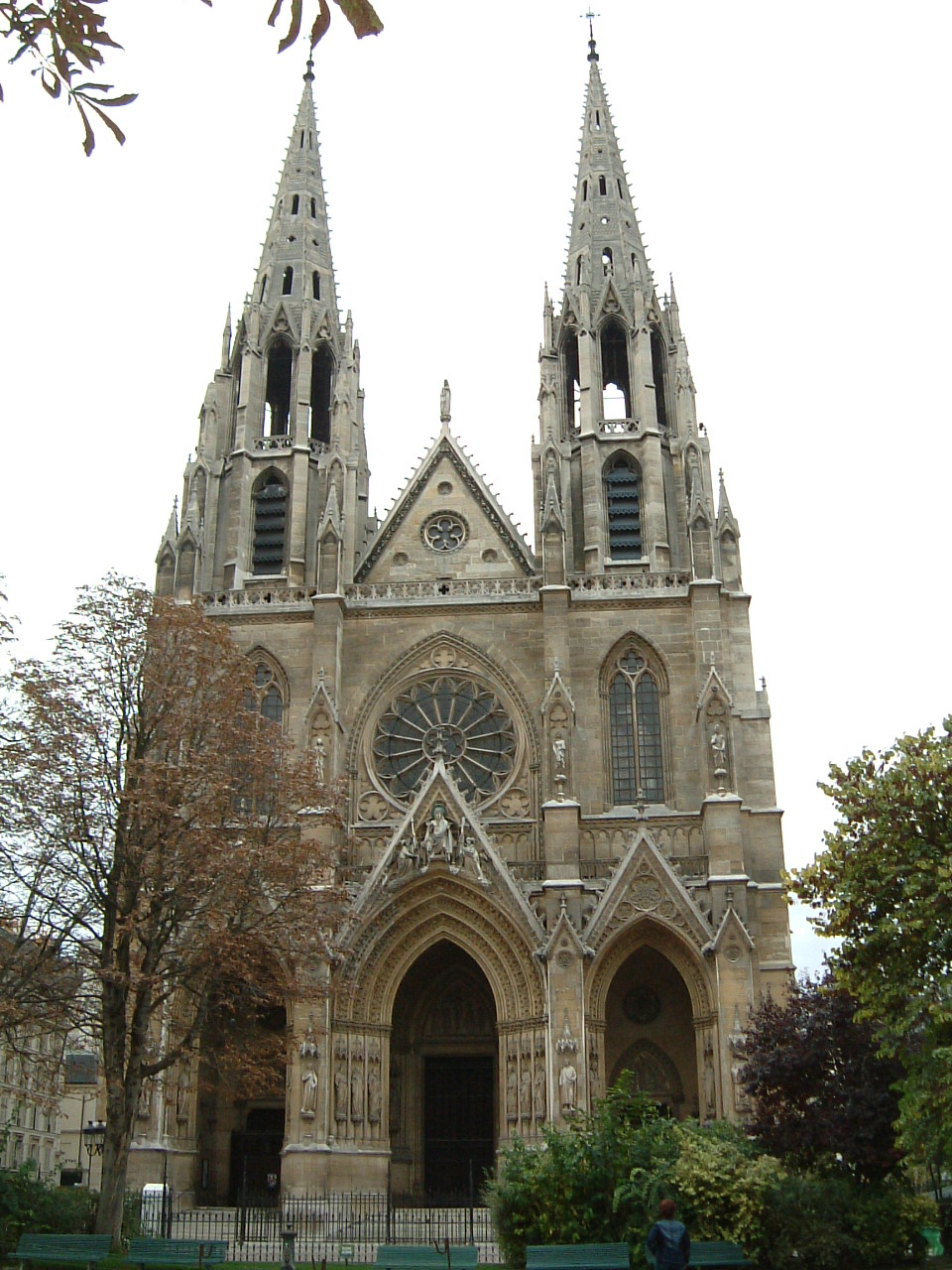
Basílica de Santa Clotilde de París

Nació el 15 de junio de 1790 en Colonia, hijo de un hombre de negocios del casco antiguo de Colonia y llegó a París en 1810 con su amigo de Colonia, Jakob Ignaz Hittorff. Allí estudió en la academia y realizó viajes de estudio a Italia y Oriente: en 1815 visitó Italia y Sicilia y en 1817 fue a Egipto y a Nubia. Allí, produjo numerosos dibujos, medidas e informes de todos los monumentos más importantes de ese país, con la ambición de completar el trabajo científico de la expedición francesa a Egipto. Publicó sus dibujos, planos, secciones y vistas en un volumen en folio (Stuttgart y París, 1822), titulado Antiquités de la Nubie ou monuments inédits des bords du Nil, situés entre la premiére et la seconde cataracte, dessinés et mesurés in 1819 [Antigüedades de la Nubia o monumentos inéditos a orillas del Nilo, ubicados entre la primera y la segunda catarata, dibujados y medidos en 1819]. Consiste en sesenta y ocho planchas, planos, secciones y vistas, y fue recibido como una autoridad. Su siguiente publicación fue la finalización del trabajo de Francois Mazois sobre las ruinas de Pompeya.
Se naturalizó francés en 1825 y se convirtió en arquitecto de la ciudad de París. Fue encargado de dirigir la restauración de las iglesias de Saint-Julien-le-Pauvre y de Saint-Séverin, así como de diseñar la gran prisión de La Roquette y de la construcción de varios hospitales, etc. Su nombre también se asocia al renacer de la arquitectura gótica en París: él diseñó y comenzó, en 1846, la construcción de la iglesia de Sainte-Clotilde, la primera iglesia moderna erigida en la capital en ese estilo. La enfermedad lo obligó a renunciar al cuidado de supervisar el trabajo, y murió  en 1853 antes de su finalización. 
En diciembre de 1842, junto con Heinrich Heine, fundó una asociación de ayuda para el Zentral-Dombau-Verein zu Köln. Gau fue elegido presidente y Heine vicepresidente de la asociación. Franz Christian Gau más tarde fue galardonado con una membresía honoraria en el Dombauverein de Colonia.
De 1824 a 1848 Gau fue director de una escuela de arquitectura que principalmente formaba a alemanes. Su alumno más famoso fue Gottfried Semper.
En su ciudad natal de Colonia, una calle lleva su nombre en el distrito de Braunsfeld para honrarlo. Falleció el 31 de diciembre de 1853 en París.

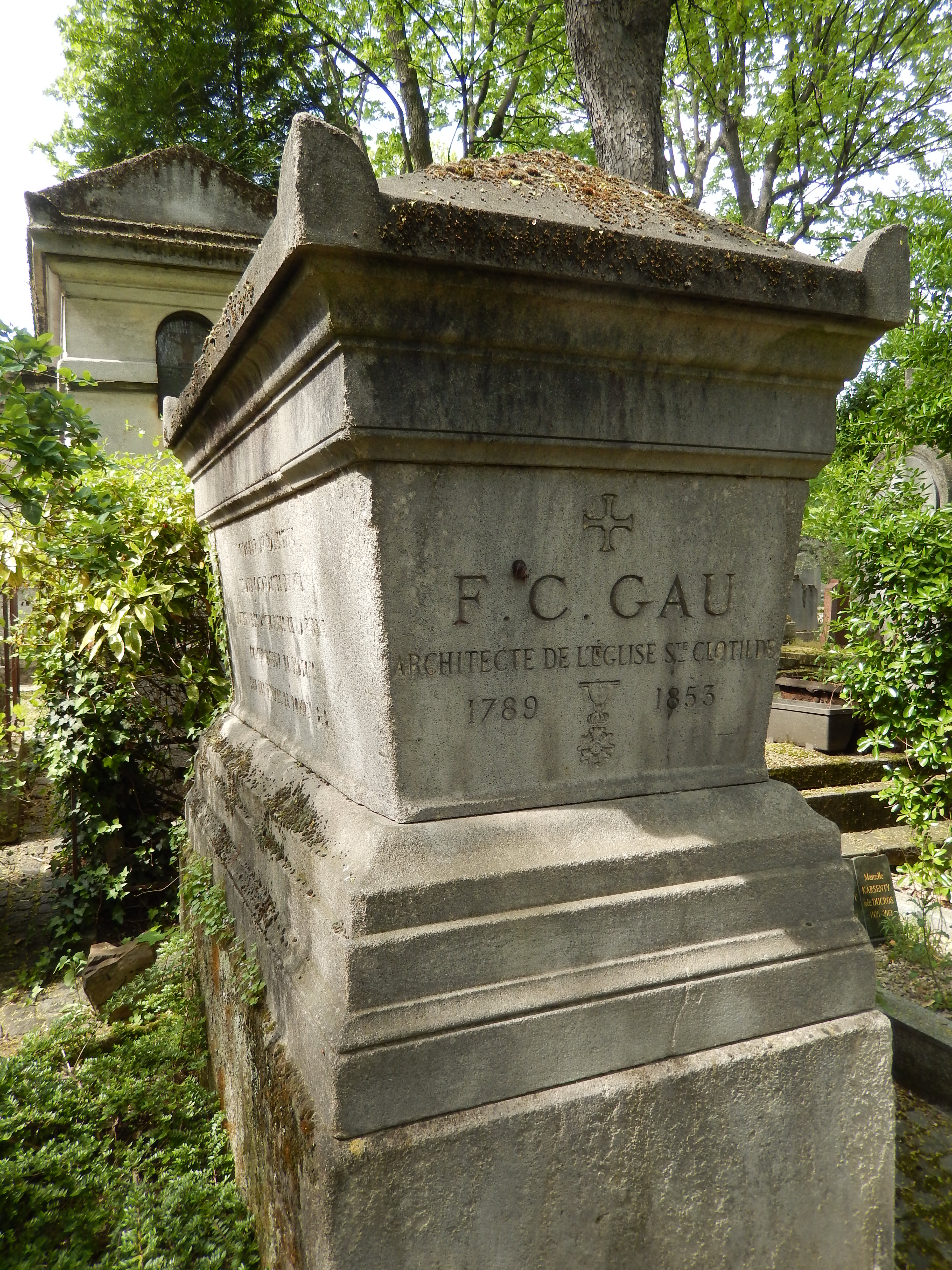
Tumba de François-Christian Gau en el cementerio de Montmartre

## Obras
- Basílica de Santa Clotilde de París,[5] terminada por Théodore Ballu.
- Iglesia evangélica de la Redención de Paris, terminada por Théodore Ballu.

## Obras escritas
- Les antiquités de la Nubie. ou monumens inédits des bords du Nil situés entre la première et deuxième cataracte, dessinés et mésurés, en 1819, par F. C. Gau, architecte,

Stuttgart, Cotta, 1822.
- Le zodiaque de Dendérah, 1822.[7]
- Les ruines de Pompei (die letzten beiden Bände: Band 3, 1829; Band 4, 1838)

### Exposiciones especiales
- En el Museo de la Ciudad de Colonia, del 9 de marzo al 26 de mayo de 2013: Ein Kölner entdeckt Ägypten. Die abenteuerliche Orient-Expedition des Franz Christian Gau 1818–1820 [Un hombre de Colonia descubre Egipto. La expedición aventurera de Oriente de Franz Christian Gau, 1818-1820].[8]